# VTB United League 2014-15
La VTB United League 2014-15 fue la séptima edición de la VTB United League, competición internacional de baloncesto creada con el objetivo de unir las ligas nacionales de los países del Este de Europa en una única competición. Es también la segunda edición que funciona además como el primer nivel del baloncesto en Rusia a efectos de clasificación para competiciones europeas. Participaron 16 equipos. El campeón fue el CSKA Moscú, que lograba así su sexto título.

## Equipos
El 25 de julio de 2014, los cinco equipos lituanos, Lietuvos rytas, Neptūnas Klaipėda, Dzūkija, Lietkabelis y Nevėžis, abandonaron la competición debido a la decisión de la  Lietuvos Krepšinio Lyga, su liga doméstica, de expandir su temporada regular a 40 partidos por equipo. Se propuso entonces un nuevo formato con un sistema de todos contra todos a doble vuelta, aprobándose el 1 de agosto. Los ocho mejores equipos se clasificarían para los playoffs.
| Equipo             | Ciudad           | Pabellón                                | Capacidad |
| ------------------ | ---------------- | --------------------------------------- | --------- |
| Tsmoki Minsk       | Minsk            | Minsk Arena                             | 15,000    |
| ČEZ Nymburk        | Nymburk          | Tipsport Arena                          | 11,650    |
| Kalev              | Tallinn          | Saku Suurhall Arena                     | 7,000     |
| Bisons Loimaa      | Loimaa           | Energia Areena                          | 3,500     |
| Krasnye Krylya     | Samara           | MTL Arena                               | 3.000     |
| Astana             | Astana           | Saryarka Velodrome                      | 9,270     |
| VEF Rīga           | Rīga             | Arēna Rīga                              | 12,500    |
| Avtodor Saratov    | Saratov          | Kristall Ice Sports Palace              | 6,100     |
| CSKA Moscú         | Moscú            | Universal Sports Hall CSKA              | 5,500     |
| Enisey Krasnoyarsk | Krasnoyarsk      | Ivan Yarygin Sports Palace              | 4,100     |
| Khimki             | Khimki           | Basketball Center                       | 6,000     |
| Krasny Oktyabr     | Volgograd        | Volgograd Sports Palace of Trade Unions | 3,700     |
| Lokomotiv Kuban    | Krasnodar        | Basket-Hall                             | 7,500     |
| Nizhny Novgorod    | Nizhny Novgorod  | Trade Union Sport Palace                | 5,600     |
| UNICS              | Kazán            | Basket Hall Arena                       | 7,500     |
| Zenit              | Saint Petersburg | Sibur Arena                             | 7,044     |

## Temporada regular

### Clasificación
| Pos. | Equipo          | PJ | G  | P  | PF   | PC   | DP   | Pts | Clasificación              |
| ---- | --------------- | -- | -- | -- | ---- | ---- | ---- | --- | -------------------------- |
| 1    | CSKA            | 30 | 26 | 4  | 2713 | 2151 | +562 | 56  | Clasificados para playoffs |
| 2    | Khimki          | 30 | 25 | 5  | 2647 | 2336 | +311 | 55  | Clasificados para playoffs |
| 3    | Lokomotiv Kuban | 30 | 23 | 7  | 2582 | 2242 | +340 | 53  | Clasificados para playoffs |
| 4    | Zenit           | 30 | 22 | 8  | 2499 | 2362 | +137 | 52  | Clasificados para playoffs |
| 5    | Nizhny Novgorod | 30 | 19 | 11 | 2479 | 2390 | +89  | 49  | Clasificados para playoffs |
| 6    | UNICS           | 30 | 19 | 11 | 2287 | 2189 | +98  | 49  | Clasificados para playoffs |
| 7    | Avtodor         | 30 | 17 | 13 | 2718 | 2649 | +69  | 47  | Clasificados para playoffs |
| 8    | Astana          | 30 | 13 | 17 | 2385 | 2458 | −73  | 43  | Clasificados para playoffs |
| 9    | Kalev           | 30 | 13 | 17 | 2323 | 2587 | −264 | 43  |                            |
| 10   | VEF             | 30 | 12 | 18 | 2375 | 2401 | −26  | 42  |                            |
| 11   | Enisey          | 30 | 10 | 20 | 2567 | 2653 | −86  | 40  |                            |
| 12   | Krasny Oktyabr  | 30 | 9  | 21 | 2353 | 2505 | −152 | 39  |                            |
| 13   | Bisons          | 30 | 9  | 21 | 2383 | 2500 | −117 | 39  |                            |
| 14   | Nymburk         | 30 | 9  | 21 | 2396 | 2509 | −113 | 39  |                            |
| 15   | Tsmoki Minsk    | 30 | 7  | 23 | 2345 | 2665 | −320 | 37  |                            |
| 16   | Krasnye Krylia  | 30 | 7  | 23 | 2060 | 2515 | −455 | 37  |                            |

 Fuente: VTB Standings

### Playoffs
|  | Cuartos de final | Cuartos de final | Cuartos de final | Cuartos de final | Cuartos de final | Cuartos de final | Cuartos de final |            |    | Semifinales | Semifinales | Semifinales | Semifinales | Semifinales | Semifinales | Semifinales |  |   | Finales    | Finales | Finales | Finales | Finales | Finales | Finales |  |
|  |                  |                  |                  |                  |                  |                  |                  |            |    |             |             |             |             |             |             |             |  |   |            |         |         |         |         |         |         |  |
|  |                  |                  |                  |                  |                  |                  |                  |            |    |             |             |             |             |             |             |             |  |   |            |         |         |         |         |         |         |  |
|  | 1                | CSKA Moscú       | 103              | 110              | 111              |                  |                  |            |    |             |             |             |             |             |             |             |  |   |            |         |         |         |         |         |         |  |
|  | 1                | CSKA Moscú       | 103              | 110              | 111              |                  |                  |            |    |             |             |             |             |             |             |             |  |   |            |         |         |         |         |         |         |  |
|  | 8                | Astana           | 58               | 60               | 75               |                  |                  |            |    |             |             |             |             |             |             |             |  |   |            |         |         |         |         |         |         |  |
|  | 8                | Astana           | 58               | 60               | 75               |                  | 1                | CSKA Moscú | 86 | 97          | 92          |             |             |             |             |             |  |   |            |         |         |         |         |         |         |  |
|  |                  |                  |                  |                  |                  |                  |                  | CSKA Moscú | 86 | 97          | 92          |             |             |             |             |             |  |   |            |         |         |         |         |         |         |  |
|  |                  |                  | 5                | Nizhny Novgorod  | 79               | 77               | 80               |            |    |             |             |             |             |             |             |             |  |   |            |         |         |         |         |         |         |  |
|  | 4                | Zenit            | 5                | Nizhny Novgorod  | 79               | 77               | 80               | 73         | 80 | 75          | 83          | 65          |             |             |             |             |  |   |            |         |         |         |         |         |         |  |
|  | 4                | Zenit            |                  |                  |                  |                  |                  |            |    |             |             | 65          |             |             |             |             |  |   |            |         |         |         |         |         |         |  |
|  | 5                | Nizhny Novgorod  | 72               | 84               | 88               | 76               | 75               |            |    |             |             |             |             |             |             |             |  |   |            |         |         |         |         |         |         |  |
|  | 5                | Nizhny Novgorod  | 72               | 84               | 88               | 76               | 75               |            |    |             |             |             |             |             |             |             |  | 1 | CSKA Moscú | 89      | 94      | 99      |         |         |         |  |
|  |                  |                  |                  |                  |                  |                  |                  |            |    |             |             |             |             |             |             |             |  | 1 | CSKA Moscú | 89      | 94      | 99      |         |         |         |  |
|  |                  |                  | 2                | Khimki           | 62               | 81               | 69               |            |    |             |             |             |             |             |             |             |  |   |            |         |         |         |         |         |         |  |
|  | 2                | Khimki           | 2                | Khimki           | 62               | 81               | 69               | 99         | 87 | 89          |             |             |             |             |             |             |  |   |            |         |         |         |         |         |         |  |
|  | 2                | Khimki           |                  |                  |                  |                  |                  |            |    |             |             |             |             |             |             |             |  |   |            |         |         |         |         |         |         |  |
|  | 7                | Avtodor Saratov  | 77               | 71               | 87               |                  |                  |            |    |             |             |             |             |             |             |             |  |   |            |         |         |         |         |         |         |  |
|  | 7                | Avtodor Saratov  | 77               | 71               | 87               |                  | 2                | Khimki     | 76 | 76          | 55          | 76          | 94          |             |             |             |  |   |            |         |         |         |         |         |         |  |
|  |                  |                  |                  |                  |                  |                  |                  | Khimki     | 76 | 76          | 55          | 76          | 94          |             |             |             |  |   |            |         |         |         |         |         |         |  |
|  |                  |                  | 3                | Lokomotiv Kuban  | 75               | 83               | 78               | 67         | 77 |             |             |             |             |             |             |             |  |   |            |         |         |         |         |         |         |  |
|  | 3                | Lokomotiv Kuban  | 3                | Lokomotiv Kuban  | 75               | 83               | 78               | 67         | 77 | 74          | 89          | 86          |             |             |             |             |  |   |            |         |         |         |         |         |         |  |
|  | 3                | Lokomotiv Kuban  |                  |                  |                  |                  |                  |            |    |             |             | 86          |             |             |             |             |  |   |            |         |         |         |         |         |         |  |
|  | 6                | UNICS            | 63               | 75               | 75               |                  |                  |            |    |             |             |             |             |             |             |             |  |   |            |         |         |         |         |         |         |  |
|  | 6                | UNICS            | 63               | 75               | 75               |                  |                  |            |    |             |             |             |             |             |             |             |  |   |            |         |         |         |         |         |         |  |
|  |                  |                  |                  |                  |                  |                  |                  |            |    |             |             |             |             |             |             |             |  |   |            |         |         |         |         |         |         |  |

## Galardones

### Galardones de la temporada
MVP
- Nando de Colo – CSKA Moscú

MVP de los Playoffs
- Andrey Vorontsevich – CSKA Moscú

Mejor Jugador Joven
- Jānis Timma – BK VEF Rīga

Jugador Defensivo del Año
- Andrey Vorontsevich – CSKA Moscú

Mejor Sexto Hombre del Año
- Petteri Koponen – UNICS Kazán

Entrenador del Año
- Dimitrios Itoudis – CSKA Moscú